# Ricardo Martinelli
Pour les articles homonymes, voir Martinelli.
Ricardo Martinelli Berrocal, né le 11 mars 1952 à Panama, est un homme d'affaires et homme d'État panaméen, président de la république de Panama du 1er juillet 2009 au 1er juillet 2014 .
Homme d'affaires milliardaire, Ricardo Martinelli est propriétaire d'une chaîne de supermarchés et de diverses autres entreprises.
Mis en cause dans plusieurs affaires de corruption durant sa présidence (Odebrecht, New Business, Financial Pacific, Blue Apple, entre autres), il fait l'objet de plusieurs procès.
Ricardo Martinelli est condamné à dix ans de prison en 2024 pour détournement d'argent public et blanchiment. Il lui était reproché d'avoir acheté avec de l'argent public en 2010, alors qu'il était président, la majorité des actions du groupe de presse Editora Panama America, propriétaire du quotidien éponyme ainsi que des journaux populaires Critica et Dia a Dia.

## Biographie

### Origines, études et vie familiale
Fils de Ricardo Martinelli Pardini et de Gloria Berrocal, il passe une grande partie de son enfance à Soná, Veraguas. Il effectue ses études au Collège La Salle, à l'Académie militaire de Staunton (Virginie, États-Unis), puis à l'Université de l'Arkansas et enfin à l'INCAE (Instituto Centroamericano de Administración de Empresas) de San José (Costa Rica).
Ricardo Martinelli est marié à Marta Linares, avec laquelle il a trois enfants : Ricardo, Luis Enrique et Carolina.

### Homme d'affaires
Milliardaire, il est à la tête de la plus grande chaîne de supermarchés du pays, Super 99. Il est également président de deux autres entreprises et siège au conseil d'administration d'au moins huit entreprises.

### Parcours politique
Candidat à la présidence de la République en 2004, il termine dernier des quatre candidats, avec 5 % des votes. S'étant présenté à celle de mai 2009, il triomphe avec 61 % des voix, grâce à l'alliance avec son futur vice-président, Juan Carlos Varela, qui a apporte les voix du parti panaméen, 22,2% du total.
Membre du Parti du changement démocratique (Cambio Democrático), il a succédé à Martín Torrijos comme président de la République le 1er juillet 2009. Sa politique est d’obédience libérale pour les questions économiques et pro-américaine en matière de relations extérieures. Sa présidence est fortement marquée par les affaires de corruption et son parti recule nettement aux élections suivantes. Dans des documents révélés par Wikileaks, l’ambassade des États-Unis note ses « tendances autoritaires ».

### Controverses

#### Accusations de corruption et d'espionnage
Ricardo Martinelli est cité dans de nombreux scandales de corruption, pour lesquels une douzaine de ses ministres a été arrêtée.
En mai 2017, Interpol émet une notice rouge (demande d’arrestation internationale) en vue d'une extradition de Ricardo Martinell, installé à Miami. La justice panaméenne accuse l'ancien président d'avoir fait espionner les conversations téléphoniques d'environ 150 personnes, dont des journalistes, des responsables de la société civile et des membres de l’opposition. Il est également soupçonné d’être à l'origine de la surfacturation d’un contrat de 45 millions de dollars d’achat d’aliments pour des écoles.
Ses deux fils sont accusés d'avoir reçu, pendant la présidence de leur père, au moins 56 millions de dollars de pots-de-vin de l'entreprise brésilienne Odebrecht, impliquée dans un vaste scandale de corruption. L'argent a ensuite été dissimulé dans des comptes bancaires en Suisse. Tous deux sont arrêtés en 2020 par la police guatémaltèque sur requête de la justice américaine. Après avoir plaidé coupable des charges pesant contre eux aux États-Unis, ils sont remis début 2023 à la justice panaméenne, qui leur octroie une liberté sous caution dans l'attente de leur procès.
Le 11 juin 2018, Ricardo Martinelli est extradé par les États-Unis vers le Panama. Il est acquitté le 10 août 2019 de l’accusation d’espionnage de ses opposants.
Il est inculpé en juillet 2020 pour « blanchiment de capitaux », étant notamment soupçonné d’avoir acheté un groupe de presse avec de l’argent public durant sa présidence. Il reste en liberté avec l'interdiction de quitter le pays. Selon le parquet panaméen, en 2010, dix-huit transactions ont été réalisées, pour près de 40 millions de dollars, avec la société New Business pour acquérir plusieurs sociétés, en utilisant douze banques du Panama, des États-Unis, de Suisse et de Chine.

#### Pandora Papers
En octobre 2021, son nom est cité dans les Pandora Papers.

#### Procès en Espagne
Ricardo Martinelli fait l'objet de poursuites judiciaires en Espagne, étant soupçonné d'avoir engagé une équipe de sécurité privée ("Group Kougar") à Majorque, en Espagne, pour espionner son amante pendant qu'elle s'y trouvait en 2020 afin de savoir si elle avait des amants. Le Groupe Kougar comprenait des membres de la Garde civile et de l'armée espagnoles. Son procès s'ouvre en 2025.
En 2021, la justice espagnole a également accusé Martinelli de corruption et de blanchiment d'argent dans la construction de deux lignes du métro de Panama.

### Asile politique à l'ambassade du Nicaragua
Il se réfugie à l'ambassade du Nicaragua à Panama le 2 février 2024 après la confirmation par la Cour suprême de justice de sa condamnation à dix années de prison pour blanchiment d’argent. Le gouvernement de Daniel Ortega a fait savoir le 7 février 2024 qu'il accédait à la demande d'asile faite par  Ricardo Martinelli, considérant qu'il est poursuivi pour des raisons politiques et que sa vie est en danger. Le 22 février 2024, un tribunal du Panama ordonne l'arrestation de Ricardo Martinelli, qui se trouve sous la protection de l'ambassade du Nicaragua à Panama City. Le 4 mars 2024, le Tribunal électoral du Panama annule la candidature à la présidentielle du 5 mai 2024 de Ricardo Martinelli.

### Asile politique en Colombie
Le 10 mai 2025, Ricardo Martinelli obtient de la Colombie l'asile politique